# Crocidura musseri
Crocidura musseri es una especie de musaraña de la familia de los soricidae.

## Distribución geográfica
Sólo se la conoce en Gunung Rorekatimbo, en  el centro de Célebes (Indonesia), aun cuando es posible que también viva en otras zonas de la isla. 